# Philippe Henriot
Philippe Henriot (Reims, 7 de enero de 1889-París, 28 de junio de 1944) fue un político francés de extrema derecha y miembro de la milicia francesa durante la Segunda Guerra Mundial.

## Biografía
Nació el 7 de enero de 1889 en Reims. Egresado de un instituto católico ejerció la docencia como maestro de literatura y publicó poemas a inicios de la década de 1920, cuando empezó a destacarse por un apasionado conservadurismo político y social aunado a un tenaz anticomunismo, que le llevó a entrar en la política; así Henriot ocupó un puesto de diputado por la Gironde entre 1932 y 1942, y que fue miembro de la "Fédération nationale catholique", propugnando ideas de tipo nacionalista y antialemanas, describiéndose como católico y tradicionalista, demás de antisemita.
Su afiliación en la extrema derecha le llevó a condenar enérgicamente a las instituciones democráticas de la III República, especialmente después que el Frente Popular liderado por Léon Blum se convirtiera en gobierno de Francia en 1936, punto desde cuando sus posiciones se radicalizaron. Aunque al empezar la Segunda Guerra Mundial se mostró hostil al nazismo, ante la derrota militar de la Tercera República, Henriot se tornó en un petainista convencido, y votó a favor de otorgar mayores poderes a Petáin el 10 de julio de 1940 en su calidad de diputado de la Asamblea nacional.
Posteriormente, el triunfo germano en la Batalla de Francia así como los éxitos militares de la Wehrmacht le hicieron alterar notablemente sus posiciones respecto a la Alemania nazi, a la cual empezó a elogiar como el instrumento que "libraría a la civilización europea del bolchevismo" tras lo cual se dedicó al periodismo al servicio del régimen de Vichy, embarcándose en una campaña de amplia propaganda de prensa y radio contra Gran Bretaña y la Francia Libre.
Pese a su firme militancia pro-alemana, Henriot no ejerció cargos políticos en el régimen colaboracionista de Vichy y dedicaba su esfuerzo a la propaganda dirigida especialmente contra las emisiones radiales de la BBC, donde invocaba a los "verdaderos patriotas" a cooperar con Alemania, acusando a franceses libres, judíos y liberales de "traidores aliados al comunismo", calificando además de "terroristas" a los militantes de la Resistencia francesa y extendiendo también tal epíteto a las potencias aliadas. 
Miembro de la Milicia Francesa, y propagandista permanente en la radio, Henriot pasó a ocupar el 2 de enero de 1944 la Secretaría de Estado de Información y Propaganda del gobierno de Vichy, bajo presión previa de la Alemania nazi que valoraba sus servicios como propagandista al punto de ser apodado el "Goebbels francés".
Tras la intensificación de su propaganda pronazi tras el Desembarco de Normandía, Henriot fue asesinado a tiros en un atentado llevado a cabo por miembros del COMAC (Comité de Acción Militar) de la Resistencia francesa, disfrazados de miembros de la Milicia, que le atacaron en su casa de París el 28 de junio de 1944. Como represalia a su asesinato, la Milicia asesinó varios rehenes, entre ellos el político antinazi Georges Mandel.